# Amaranthus arenicola
Amaranthus arenicola là loài thực vật có hoa thuộc họ Dền. Loài này được I.M.Johnst. mô tả khoa học đầu tiên năm 1948.